# Wenzel Abert
Wenzel Abert (* 22. Juli 1842 in Gastorf bei Leitmeritz, Böhmen, Kaisertum Österreich; † 23. Juli 1917 in Stuttgart, Königreich Württemberg, Deutsches Reich) war ein böhmischer Geiger, Bratschist und Komponist. Er war der jüngere Bruder Johann Joseph Aberts.

## Leben
Wenzel Abert wuchs in einem musikalischen Elternhaus auf. Sein Vater, der Maurermeister Wenzel Abert, spielte Klarinette und Geige und seine Mutter Anna Maria Kratky machte ihn mit dem Volksliedschatz vertraut. Deren Vater war Kontrabassist wie sein Bruder, der Komponist und spätere Königliche Musikdirektor in Stuttgart Johann Joseph Abert. Unterricht in Gesang und Geigenspiel erteilte ihm sein Grundschullehrer. Er war als Chorknabe Mitglied des Kirchenchors und ab einem Alter von zehn Jahren der örtlichen Musikkapelle. Aus finanziellen Gründen blieb ihm im Gegensatz zu seinem Bruder eine höhere musikalische Ausbildung am Konservatorium in Prag zunächst verwehrt. Er begann eine Lehre als Seifensieder, die er abbrach, um sich dann in Mělník zum Schlosser ausbilden zu lassen. Die Wanderjahre als Schlossergeselle führten ihn nach Wien, Ternitz, Salzburg, Stuttgart, Vaihingen an der Enz und Karlsruhe. Überall ergaben sich Möglichkeiten zum Musizieren. Beeindruckt war er vom Werk Palestrinas, das er in Salzburg kennenlernte. 1866 leistete er im Deutschen Krieg seinen Militärdienst, bei welchem er an der rechten Hand verwundet wurde. Ab 1871 war er in der Hofkapelle Stuttgart zunächst für ein Jahr befristet Erster Bratschist. Im folgenden Jahr wurde er ab dem 1. Dezember 1872 festangestellt und im Hof- und Staats-Handbuch des Königreichs Württemberg von 1873 bis 1889 als Violist aufgeführt. Er heiratete am 30. Juni 1881 Margarete Rosalie Paul. Sie war Tochter des Hofschauspielers Hermann Paul oder auch Pauli und seiner Frau Rosalie Wilhelmine Graff. Am 24. Februar 1897 wurde ihm der Titel Kammermusiker verliehen.

## Werke (Auswahl)

### Biographisches
- Musikantenblut. Memoiren Wenzel Aberts, quellenkritisch aufbereitet vom Musikwissenschaftler Torsten Fuchs († 2004), publiziert 2004 im Vitalis-Verlag ISBN 978-3-89919-023-6

### Lehrwerke
- Tonleitern und Accord Studien, 1899 publiziert bei Bosworth in Leipzig, London und Paris OCLC 1068674944

### Bearbeitungen und Arrangements
- Ekkehard. Oper in fünf Akten von Joseph Abert. Wenzel Abert erstellte einen Klavierauszug der Oper seines Bruders, publiziert bei Breitkopf & Härtel OCLC 699694878
- Johann Agrell: Sonata für Violine mit Klavierbegleitung. Ediert von Wenzel Abert OCLC 165531194
- Heinrich Ignaz Franz Biber: Sonate : III. Satz. Beilage in der Neuen Musik-Zeitung, bearbeitet von Wenzel Abert OCLC 767949116
- Antonio Bazzini: Nocturne. Bearbeitung Wenzel Aberts für Militärmusik. Um die Jahrhundertwende in seinem eigenen Verlag publiziert OCLC 969776579
- Scherzo von Franz Schubert. Für Violine, Violoncello und Klavier bearbeitet von Wenzel Abert OCLC 1074725899
- Franz Schubert: Deutsche Tänze, bearbeitet und instrumentiert für Orchester von Wenzel Abert, publiziert bei Geidel in Leipzig OCLC 989878982
- Marsch von Carl Mara von Weber. Für Violine, Violoncello und Klavier bearb. von W. Abert. Beilage zur Neuen Musik-Zeitung, 1908 bei Grüniger in Stuttgart publiziert OCLC 1075961172
- Schubertiana für Violine, Violoncello und Klavier. Beilage zur Neuen Musik-Zeitung, 1912 bei Grüniger in Stuttgart publiziert OCLC 634895511
- Franz Schubert: Marsch aus der Fantasie à la Hongroise für Orchester arrangiert von Wenzel Abert, in der Edition Louis Oertel in Hannover publiziert OCLC 1002257749
- Robert Schumann: Knecht Ruprecht aus Album für die Jugend, für Orchester instrumentiert von Wenzel Abert OCLC 314531930
- Sonate A-Dur von Giuseppe Tartini, 1. Satz. Nach beziffertem Baß bearbeitet für Violine und Klavier von Wenzel Abert. Beilage zur Neuen Musik-Zeitung, 1906 bei Grüniger in Stuttgart publiziert OCLC 767909723
- Anton Diabelli: Andante aus der Sonate für Klavier zu vier Händen op. 37. für Violine und Klavier bearbeitet von Wenzel Abert Beilage zur Neuen Musik-Zeitung, 1908 bei Grüniger in Stuttgart publiziert OCLC 1073305247